# Всечка
Всечка или врезная инкрустация — один из способов декоративного украшения, который осуществляется путём зачеканивания тонкой металлической проволоки или полосы в специально подготовленную поверхность или паз на поверхности изделия. Повсеместно применяется для украшения холодного и огнестрельного оружия, доспехов, кухонной утвари, предметов домашнего обихода, украшений и т.п.

## Описание процесса
Линии желаемого рисунка выгравировываются на поверхности изделия небольшим зубилом или штихелем в виде углубленных канавок с поперечным сечением «ласточкин хвост». В полученные посадочные места помещается проволока и зачеканивается. На финальном этапе изделие полируется и/или покрывается лаком.

## История
Данный метод имеет древнюю историю и довольно широкое распространение, он использовался на Кавказе, у кузнецов-оружейников Киевской Руси, в Закарпатской Украине, в некоторых районах Прибалтики и т.д. Особое место в этом ряду занимает так называемая тульская всечка, получившая первоначальный импульс к развитию в конце XVII века в связи с развитием оружейной промышленности в городе Тула.